# Pseudomys johnsoni
Pseudomys johnsoni — вид гризунів родини Muridae, що походить з Австралії. Ця миша (Pseudomys laborifex) донедавна вважалася окремою від P. johnsoni, але тепер відомо, що вони конспецифічні. Це одна з галькових мишей (Pseudomys).

## Морфологічні особливості
Довжина голови й тулуба 61–64 мм, довжина хвоста 76–95 мм, довжина задніх лап 17–18,5 мм, довжина вух 12–13 мм і вага 9–17 грамів. Верх від світло-жовто-коричневого до червонувато-коричневого з чорними захисними волосками. Нижня сторона біла. Хвіст зверху коричневий, а знизу білий.

## Спосіб життя
Миша живе в складній системі нір із насипом гальки біля входу, який пізніше закривають. Годуючих самок спостерігали з серпня по вересень.